# Abathymermis bissacea
Abathymermis bissacea là một loài tuyến trùng thuộc họ Mermithidae.
Loài này sống ở nước ngọt.